# Мартинес, Хорхе
Хорхе Мартинес Сальвадорес (исп. Jorge Martínez Salvadores; род. 29 августа 1962, Альсира, Валенсия, Испания) — бывший испанский мотогонщик, владелец и директор гоночной команды «Aspar Racing Team». Как гонщик четыре раза становился чемпионом мира по шоссейно-кольцевых мотогонок MotoGP, по этому показателю в Испании уступает только Анхеля Ньето; один из самых успешных гонщиков в истории класса 80сс, в котором трижды стал чемпионом мира. В 2014 году стал «Легендой FIM(Международная мотоциклетная федерация)».

## Биография
Хорхе Мартинес дебютировал в чемпионате мира MotoGP в 1982 году. В период 1986-1988 годов он выиграл четыре чемпионата мира: 3 в категории 80сс и еще один в 125сс, причем в 1988 году он выиграл чемпионат в двух категория одновременно. Активную спортивную карьеру в качестве мотогонщика завершил в 1997 году.
В 1992 году Хорхе, будучи еще гонщиком, основал собственную спортивную команду Aspar Racing Team. После завершения выступлений в чемпионате в 1997 году Мартинес стал руководить собственной командой как менеджер. До начала сезона 2013 года гонщики команды выиграли 4 чемпионата мира, 2 чемпионата Европы и 6 национальных чемпионатов.